# الطرفية الشرقية
الطرفية الشرقية : أحد مراكز إمارة منطقة القصيم. ويقطنها 3040 نسمة.